# Mariä Himmelfahrt (Amt Neuhaus)

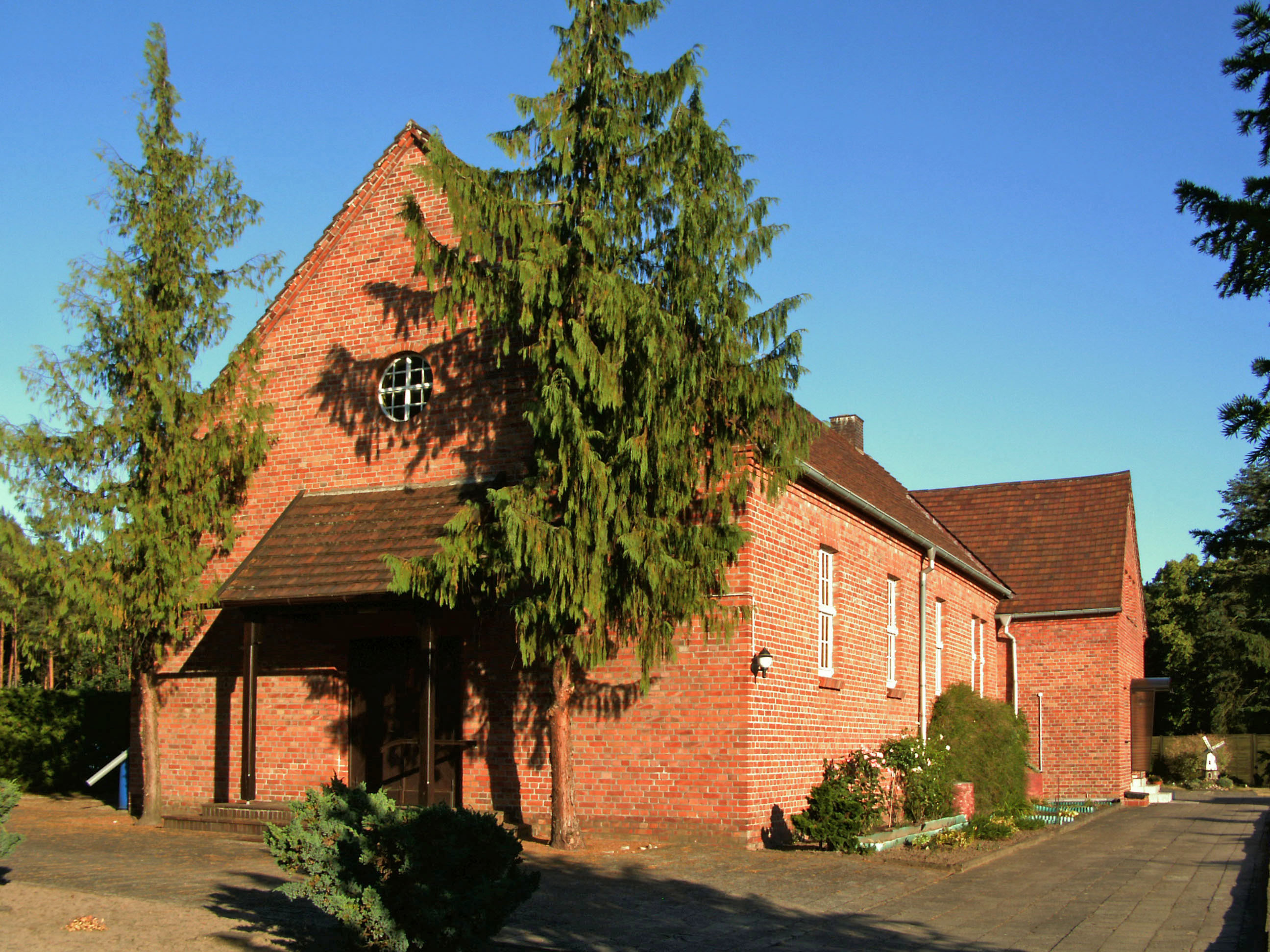
Kirche

Mariä Himmelfahrt ist die katholische Kirche in Neuhaus, einem Ortsteil der Gemeinde Amt Neuhaus im Landkreis Lüneburg im Nordosten von Niedersachsen. Das Gotteshaus trägt das Patrozinium Mariä Aufnahme in den Himmel und gehört als Filialkirche zur Pfarrei St. Maria Königin vom hl. Rosenkranz mit Sitz in Bleckede im Dekanat Lüneburg. Sie ist die einzige im ehemaligen Staatsgebiet der Deutschen Demokratischen Republik gelegene Kirche, die heute zum Bistum Hildesheim gehört.

## Geschichte
Neuhaus gehörte zum Bistum Ratzeburg, das in der Reformation, die von 1531 bis 1554 im Herzogtum Sachsen-Lauenburg eingeführt wurde, unterging. Dadurch wurden die im Umfeld der Burg Neuhaus gelegenen Ortschaften protestantisch.
Durch die Flucht und Vertreibung Deutscher aus Mittel- und Osteuropa infolge des Zweiten Weltkriegs ließen sich im Raum Neuhaus wieder Katholiken nieder, die zunächst als Seelsorgebezirk Neuhaus/Elbe zur Lüneburger Pfarrgemeinde St. Marien gehörten. Bereits Anfang Mai 1945 hielt ein Militärgeistlicher der amerikanischen Besatzungstruppen im Hotel Hannover die erste Heilige Messe in Neuhaus. Vom Sommer 1945 an fanden katholische Gottesdienste in der Friedhofskapelle von Neuhaus statt. Bis zum September 1946 übte der Geistliche von Boizenburg die Seelsorge in Neuhaus aus. Mit dem selbst heimatvertriebenen Pfarrer Jiru († 1979) bekam Neuhaus erstmals einen ortsansässigen Priester, und es kam 1946 zur Gründung der Kirchengemeinde Neuhaus.
Im Herbst 1949 wurde der Bauplatz für die Kirche erworben, der Architekt Baumgarten aus Wittenburg wurde mit der Baubetreuung beauftragt. Nach der Räumung des Grundstücks begann 1950 der Bau der Kirche. Pfarrer Jiru und viele Gemeindemitglieder packten bei der Vorbereitung des Grundstücks und dem Bau der Kirche tatkräftig mit an. Teilweise wurden gebrauchte Ziegelsteine einer ehemaligen Ziegelei verwendet. Die Grundsteinlegung erfolgte am 17. Mai 1950. Vom September 1950 an wurde der Bau der Kirche behördlicherseits untersagt. Nachdem der Bau ab Februar 1951 weitergeführt werden konnte, wurde am 18. Mai 1951 das Richtfest gefeiert, und am 13. Oktober 1951 zog Pfarrer Jiru in das neue Pfarrhaus ein. Am 1. November 1951 erfolgte die Benediktion der Kirche durch den Hildesheimer Bischof Joseph Godehard Machens. Neben der heiligen Maria (Mutter Jesu) wurde der heilige Don Bosco der Nebenpatron der Kirche. Der Einbau der Bänke erfolgte 1952, eine Heizung bekam die Kirche erst 1969. Nach der Liturgiereform des Zweiten Vatikanischen Konzils wurde 1976 der Altar umgesetzt.
Die Kirche gehörte auch während des Bestehens der DDR zum westdeutschen Bistum Hildesheim und war Sitz einer Kuratie, war jedoch dem Apostolischen Administrator von Schwerin unterstellt. Nachdem Pfarrer Jiru im Alter von 75 Jahren in den Ruhestand getreten war, wurde sie ab 1977 vom Priester der Kirchengemeinde Herz Jesu aus Lübtheen mit betreut.
Nach der Wende und friedlichen Revolution in der DDR erfolgte durch das Dekret Hildesiensis et Sverinensis der Kongregation für die Bischöfe vom 7. April 1994 die Wiedereingliederung der Pfarrvikarie Neuhaus (Elbe) vom Bischöflichen Amt Schwerin in das Bistum Hildesheim, was am 25. Mai 1995, am Fest Christi Himmelfahrt, mit einem Gottesdienst, an dem Weihbischof Norbert Werbs als Diözesanadministrator für das Bischöfliche Amt Schwerin und Bischof Josef Homeyer aus Hildesheim teilnahmen, vollzogen wurde. Die Seelsorge in Neuhaus übte weiter der für Lübtheen zuständige Priester aus.
Am 1. Oktober 2002 übernahm der Kuratieverwalter in Bleckede die Verwaltung der Vikarie Neuhaus (Elbe), jedoch hat noch bis zum 31. Januar 2003 der Pfarrer aus Lübtheen seelsorgliche Aufgaben in Neuhaus wahrgenommen. Am 1. August 2003 wurde die Vikarie Neuhaus mit ihrer Kirche Mariä Himmelfahrt der Kirchengemeinde St. Maria Königin vom hl. Rosenkranz in Bleckede als Filialkirche angeschlossen.

## Architektur und Ausstattung
Die in knapp 15 Meter Höhe über dem Meeresspiegel gelegene Kirche steht auf dem Grundstück Kirchstraße 30. Sie wurde nach Plänen von Josef Fehlig als turmloser Langhausbau errichtet und wird von einem Satteldach abgeschlossen. Das Gotteshaus wird durch ein Portal an der Nordseite erschlossen. Bemerkenswert ist im Inneren das großflächige Wandgemälde an der Rückwand des Altarraums, es wurde 1951 von der Malerin Irma Lang-Scheer geschaffen und zeigt die Aufnahme Marias in den Himmel.

## Kirchen des Bistums Hildesheim in der DDR
Während der Existenz der DDR gehörten sechs Kirchen auf dem Staatsgebiet der DDR zum Bistum Hildesheim, waren jedoch in der DDR residierenden Apostolischen Administratoren unterstellt. Die Kirche in Neuhaus dem Administrator in Schwerin, die Kirchen in Blankenburg, Elbingerode, Hasselfelde und Hessen dem Administrator in Magdeburg, und die Kirche in Niedersachswerfen dem Administrator von Erfurt und Meiningen. Nur die Kirche in Neuhaus gehört noch heute zum Bistum Hildesheim, die anderen Kirchen gehören heute zu den seit dem 8. Juli 1994 bestehenden Bistümern Magdeburg und Erfurt.